# تام دی
تام دی (انگلیسی: Tom Dey؛ زادهٔ ۱۴ آوریل ۱۹۶۵) یک کارگردان اهل ایالات متحده آمریکا است.